# 新妻優香
新妻優香（日语：／ Niidsuma Yuuka，1993年12月3日—），日本的AV女優，隸屬於C-more事務所。2025年3月，以Madonna專屬女優身份出道。

## 經歷
2025年3月11日，新妻優香以「人妻」的身份進入業界。Madonna官方的宣傳語則為「今年第一位也是最強的一位」日語：。新妻優香甫出道，Twitter帳號就累積就在10天內，累積了5000位追蹤者。被封為「2025年最初的超大型新人」。特別是在Madonna這一以熟女與人妻題材著稱的片商中，她的形象與作品設定完美契合。一劍浣春秋對新妻優香的評價為「非常漂亮」、「身體非常厲害」。

## 作品
- JUR-024 アナタに出逢えた奇跡、一生忘れられなくなるイイオンナ―。 2025年、最初で最高のMadonna超大型新人―。誕生 新妻ゆうか 31歳 AV DEBUT 一瞬、一瞬、すべてが美しいHカップ人妻―。
- JUR-036 超大型新人 専属第2章 中出し解禁！！ 夫と子作りSEXをした後はいつも義父に中出しされ続けています…。 新妻ゆうか
- JUR-319 リゾートプールNTR 専属イイ女×大人のビキニ…背徳感と開放感が交錯するNTRドラマ―。 新妻ゆうか
- JUR-371 密着セックス ～出張先で絡まり合う上司と背徳の情愛～ 新妻ゆうか

## 外部鏈接
- X（原推特）
- Instagram